# Soderiniové

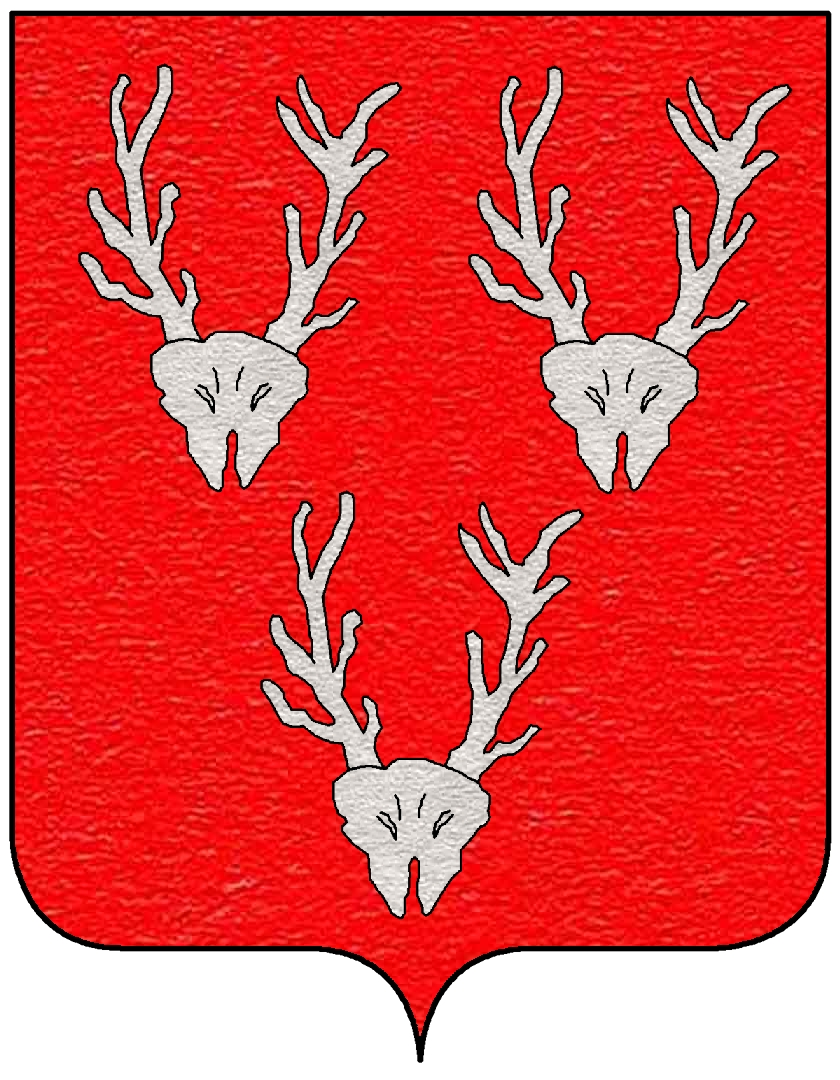
Erb Soderiniů

Soderiniové (italsky Soderini) byla italská patricijská rodina původem z Florencie. Předkem rodu byl zřejmě Soderino Soderini, zesnulý roku 1268. V politice Florentské republiky hráli Soderiniové nejvýznamnější roli v 15. a 16. století, kdy bývali někdy spojenci Medicejů, jindy jejich protivníky. Piero Soderini (1452–1522) republiku ovládal od roku 1502 až do svého pádu roku 1512. K dalším významným členům rodu patří Pierův bratr kardinál Francesco Soderini (1453–1524) a roku 1828 blahoslavená řeholnice Giovanna Soderiniová (1301–1367).